# Zethus chrysopterus
Zethus chrysopterus är en stekelart som beskrevs av Henri Saussure 1852. Zethus chrysopterus ingår i släktet Zethus och familjen Eumenidae. Inga underarter finns listade i Catalogue of Life.